# آ شكندانزية
آ شكندانزية (الاسم العلمي: Aa schickendanzii) هو نوع، في جنس آ، وضع التسمية العلمية رودولف شليتشتر، وذلك في 1920.